# Milikapiti
Milikapiti, früher Snake Bay, ist eine Siedlung an der nördlichen Küste der australischen Melville Island, etwa 105 km Luftweg von Darwin entfernt.
Air Ngukurr fliegt zwei Mal täglich von Darwin nach Milikapiti. Die Flugdauer beträgt etwa 25 Minuten.
Milikapiti ist ein kleiner Ort mit etwa 400 Einwohnern, in dem sich auch die Stadtwerke der Gemeindeverwaltung der Tiwi-Inseln befinden.
Die Gemeindeaufgaben liegen in der Verantwortung des Milikapiti Community Services Officer, der dem Milikapiti Community Management Board untersteht.

## Einrichtungen
- Imbiss und Lebensmittelgeschäft
- Bankeinrichtung
- Posteinrichtung
- Schule und Vorschule
- Freizeithalle
- Basketballplatz
- Footballfeld
- Bibliothek
- Centrelink Agentur
- Frauenzentrum
- Gesundheitszentrum
- Klub
- Parkgarage
- Katholische Kirche
- Museum
- Jilamara Kunstgalerie